# À Boca do Caminho
À Boca do Caminho é uma localidade da freguesia da Terra Chã, Concelho de Angra do Heroísmo, ilha Terceira, arquipélago dos Açores.
Este local habitado desde longos séculos faz extremo com o local denominado À Boca da Canada (Folhadais) e com o local denominado Caminho do Meio.